# Pêro de Barcelos
Pour les articles homonymes, voir Barcelos (homonymie).
Pêro de Barcelos, parfois appelé Pedro de Barcelos, né à Barcelos et mort à Angra do Heroísmo en 1507 ou 1508, est un explorateur portugais.
Compagnon de João Fernandes Lavrador, il parcourt les côtes de l'Amérique du Nord à la fin du XVe siècle et au début du XVIe siècle.
Après le voyage de Jean Cabot dans la région, le roi de Portugal y autorise à la fin des années 1490 une expédition dont Lavrador prend la tête. Son équipage devient le premier équipage européen à apercevoir la côte du Labrador. Ils hivernent deux fois au sud de Terre-Neuve entre 1491 et 1495 Certaines sources estiment l'expédition dans son ensemble infructueuse, mais d'autres soulignent que Pêro de Barcelos s'y enrichit et laisse à ses enfants un domaine sur l'île de Terceira,.
Il meurt à Angra do Heroísmo, sur l'île de Terceira aux Açores, en 1507 ou 1508. Une rue de la ville porte son nom.